# Luisel Ramos
Luisel Ramos (ur. 12 kwietnia 1984 w Montevideo, zm. 2 sierpnia 2006 tamże) – urugwajska modelka.
Ważyła ok. 43 kg, przy wzroście 174 cm. Chorowała na anoreksję i zmarła z powodu niewydolności mięśnia sercowego biorąc udział w pokazie mody podczas Tygodnia Mody w Montevideo .
Jej siostra 18-letnia Eliane Ramos (Elle) zmarła 13 lutego 2007 w domu jej dziadków w Montevideo, również z powodu niewydolności mięśnia sercowego, którą przypisuje się niedożywieniu.